# مرادتشال (مقاطعة كلاردشت)
مرادتشال (بالفارسية: مرادچال) هي قرية تقع في Kuhestan Rural District في إيران. يقدر عدد سكانها بـ 109 نسمة بحسب إحصاء 2016.